# Битка на Лонг Айлънд
Битката на Лонг Айлънд, известна също като битката за Бруклин или битката при Бруклин Хайтс, водена на 27 август 1776 г. е първата голяма битка в Американската война за независимост след Декларацията за независимост на САЩ, най-голямата битка за целия конфликт и първата битка, в която участва армията на Съединените щати, след обявяването на независимостта само месец преди това.

## Ход на битката
След като побеждава британците в обсадата на Бостън на 17 март 1776 г. генерал Джордж Уошингтън, главнокомандващ, довежда Континенталната армия да отбранява Ню Йорк Сити, тогава ограничен до южния край на остров Манхатън. Там той установява отбрани и чака британците да атакуват. През юли британците под командването на генерал Уилям Хау, дебаркират на няколко километра от пристанището на Статън Айлънд, където бавно са подкрепени от кораби в Лоуър Ню Йорк Бей през следващия месец и половина, докарвайки общата им сила до 32 000 мъже. С британската флота в контрол на входа на Ню Йорк Харбър, Уошингтън знае трудността да удържи града. Вярвайки че Манхатън ще бъде първа цел, той премества повечето си войски там.
На 22 август британците дебаркират на западния край на Лонг Айлънд срещу Нароус от Статън Айлънд, на повече от няколко мили южно от прекосяванията на Ийст Ривър към Манхатън. След петдневно изчакване, британците нападат американските отбрани на Гуана Хайтс. Незнайно за американците обаче, Хау докарва основната си армия зад ариергарда им и скоро след това напада техния фланг. Американците се паникьосват, въпреки че устояване от 250 мерилендци предотвратява пленяването на голяма част от армията. Остатъка от армията бяга на основните отбрани на Бруклин Хайтс. Британците се окопават за обсада, но през нощта на 29 – 30 август, Уошингтън евакуира цялата армия от Манхатън, без да загуби нито един човек. Уошингтън и Континенталната армия са изгонени напълно от Ню Йорк след още няколко поражения и са принудени да се оттеглят през Ню Джърси в Пенсилвания.